# Gisela Beyer
Gisela Beyer-Reismüller (Eisenhüttenstadt, 16 luglio 1960) è un'ex discobola tedesca, sorella di Hans-Georg Beyer e Udo Beyer.

## Doping
Caduto il blocco orientale vengono scoperti numerosi documenti che certificano la somministrazione di doping da parte della Germania Est a svariati atleti tra cui appare anche il nome di Gisela Beyer.

## Palmarès
| Anno | Manifestazione   | Sede     | Evento           | Risultato | Misura  | Note |
| ---- | ---------------- | -------- | ---------------- | --------- | ------- | ---- |
| 1977 | Europei juniores | Donec'k  | Lancio del disco | Argento   | 51,36 m |      |
| 1980 | Olimpiadi        | Mosca    | Lancio del disco | 4ª        | 67,08 m |      |
| 1982 | Europei          | Atene    | Lancio del disco | 4ª        | 66,78 m |      |
| 1983 | Mondiali         | Helsinki | Lancio del disco | 5ª        | 65,26 m |      |